# Far Cry Vengeance
Far Cry Vengeance (укр. Far Cry: Помста) — відеогра, розроблена компанією Ubisoft Montreal і видана Ubisoft ексклюзивно для ігрової консолі Nintendo Wii. Гра вийшла 12 грудня 2006 року у Північній Америці, 20 грудня того ж року — в Австралії. Far Cry Vengeance є другою грою після Tom clancy's Splinter Cell: Double Agent для консолі Wii, якій в Північній Америці був присвоєний рейтинг ESRB М — Mature («від 17 років»). Для гри використовувалася портована версія CryEngine, рушія оригінальної гри.
Ця гра є ремейком на Far Cry Instincts: Evolution, що виходила тільки на Xbox, однак, на відміну від оригіналу Far Cry Vengeance має три нових рівня, нові види зброї, транспортні засоби та важелі управління.

## Ігровий процес
Гра в повній мірі використовує Wii Remote, особливо його геймпад «Нунчак». Наприклад, персонаж може підстрибнути, якщо підняти руку з «нунчаком», наведення зброї відбувається зазначенням мети, а для рукопашної атаки досить махнути рукою, наближення масштабу снайперської гвинтівки досягається наближенням «нунчака» до екрану.
У грі присутня можливість поділу екрана в режимі Хаосу (стандартний дезматч), але була виключена можливість редагування карт, так само, як і немає варіанту мережевої гри. Можливості WiiConnect24 не підтримуються.
Wii-версія також містить ексклюзивний контент: нова сюжетна лінія, три нові карти, в тому числі «Курорт», «Покинута база Друга світова» і «очисний завод», крім того в гру додані нові види зброї, серед іншого, револьвер Bull .44 калібру, АК-47 і дробовик.

## Сюжет
Гра починається в барі, де знаходиться Карвер, дівчина на ім'я Кейд просить зустрітися з нею. Він погоджується, але його заарештовують, перш ніж він міг зустрітися з нею. У в'язниці Джек дізнається, що Кейд працює з групою повстанців. Незабаром він тікає з в'язниці, завдяки випадку. На поліцейську дільницю нападає якийсь Семеро. Карвер зустрічає Кейд на пляжі.
Вони вирушають на острів, де повстанці попросили Кейд виконати так званий «замовлення».
Пізніше Семеро бере Кейд в заручниці, плануючи повернути її назад на базу повстанців. Карвер намагається зупинити Семеро, але повстанці заважають цьому. Джек біжить через ліс і зустрічає людину на ім'я Кієн До, який просить Карвера допомогти розібратися з повстанцями. Він погоджується.
Після кількох битв з повстанцями, Кієн До виявляється захопленим в полон повстанцями. Карвер переслідує їх до основної повстанської бази, Карвер знаходить Кієн До біля підніжжя гори, мертвим. Карвер піднімається в гору, борючись з повстанцями. Коли він доходить до бази, він знаходить Семеро і Кейд, Карвер дізнається, що Кейд працює разом з Семеро. Джек вбиває Семеро і Кейд.

## Розробка
Гра повинна була бути представлена 14 вересня 2006 року під час прес-конференції Nintendo, однак не була там. Перші подробиці про неї з'явилися в подкасті VGM Daily Podcast Episode 118[недоступне посилання з травня 2019] від 5 вересня 2006.

## Реакція
Far Cry Vengeance домоглася в цілому негативних відгуків з боку рецензентів. Її графіка вважається неякісною, текстури недетальними й надмірно стислими. Крім того, рецензенти критикують дурний штучний інтелект, який часто не реагує, коли гравець стріляє в спину. Багатокористувацька гра і відсутність мережевої гри теж були визнані негативними моментами. Багато хто вважав, що вона гірша від своєї попередниці для Xbox. IGN прокоментував, що це «Принципово весела стрілялка, викликає почуття повного Wii-контролю, незважаючи навіть на те, що вона не виглядає так само добре, як версія для Xbox річної давнини.»